# Cheirogonia
Cheirogonia (altgriechisch Χειρογονία, von χείρων ‚Hand‘ und γένεσις ‚Entstehung‘) ist ein Beiname der griechischen Göttin Persephone.
Er ist nur von einem Eintrag aus dem Lexikon von Hesychios von Alexandria bekannt. Er wurde in der Altphilologie wegen Persephones Doppelstellung als Todes- und Fruchtbarkeitsgöttin als Beiname der Persephone als Göttin der Geburt gedeutet, da Vorgänge wie Säen und Zeugen oder Aufgehen der Saat und Gebären in der griechischen Antike als zusammengehörige Vorstellungen aufgefasst worden seien.